# Канцелярия (государственное учреждение в Швеции)
Канцелярия (швед. Kunglig Majestäts kansli, Kanslikollegium; также Канцли-коллегия, Канцелярская коллегия) – государственное учреждение Швеции в XVI-XIX вв.

## Возникновение
В средневековой Швеции при королях уже существовала должность канцлера, однако как орган центральной администрации Канцелярия складывается лишь XVI в. при короле Густаве Васе (1523-1560). Первоначально она состояла из обычных писарей, но со временем появляется и должность секретаря. Каких-либо совещательных функции Канцелярия ещё не имела и не являлось правительством. Она лишь помогала королю вести канцелярские дела, составляла королевские письма и прочие государственные документы. Постепенно штат Канцелярии рос, и в ходе реформы центрального управления, проходившей в 1539-43 гг., Густав Васа поставил во главе Канцелярии немца Конрада фон Пюхю, назначив его канцлером. Ответственные должности в Канцелярии также заняли выходцы из Германии, поскольку они не имели социальных корней в стране и полностью зависели от короля. Под руководством К. фон Пюхю была проведена реорганизация устройства Канцелярии. Отныне в ней были созданы два отделения, отличавшиеся друг от друга языком делопроизводства и сферой деятельности: «немецкая канцелярия» ведала сношениями Швеции с внескандинавским странами Европы, прежде всего с германскими княжествами, и «шведская канцелярия», в ведении которой остались дела внутреннего управления и сношения с Данией. При сыновьях Густава – Эрике XIV (1560-1568) и Карле IX (1604-1611) – сотрудники Канцелярии постепенно начинают оказывать некоторое влияние на управление государством, но, по сути, её положение остаётся неизменным.

## Период Великодержавия
При Густаве II Адольфе (1611-1632) и его канцлере Акселе Оксеншерне издаётся ряд регламентов (1612, 1613, 1618, 1620), призванных упорядочить работу Канцелярии, определить штат и обязанности служащих. В 1626 г. появляется постановление, согласно которому во главе Канцелярии становится коллегия из высших чиновников: канцлера и двух канцелярских советников. Под их началом состояли четыре секретаря, у каждого из которых был свой круг обязанностей, и в подчинении которых находились писари. С этого времени можно говорить уже о Канцли-коллегии (Канцелярской коллегии), хотя это название вошло в обиход позже. Помимо нововведений в организационной структуре, произошли также и изменения в функциях Канцелярии. Из её ведения были изъяты все вопросы, касающиеся финансов и обороны. Теперь она отвечала за внешнюю политику, раздачей привилегий, составление инструкций губернаторам, школы и пр. При этом Канцелярия не только вела переписку по этим вопросам, но и рассматривала фактическую суть дел и готовила доклады для короля. Подобное положение дел было закреплено формой правления 1634 г. Вместе с тем в это время увеличивается штат Канцелярии: число канцелярских советников доведено до четырёх, введёны две должности статс-секретарей и надворного канцлера (гофканцлера). В их подчинении находились секретари, референдарии и писари.
Аксель Оксеншерна, возглавивший после смерти Густава II Адольфа регентский совет, во многом оставил за Канцелярией её старые функции, требуя, чтобы все дела из других коллегий проходили через Канцли-коллегию, где они подготавливались бы для доклада. Таким образом, делавшие доклады служащие (статс-секретари, секретари и референдарии) со временем начали оказывать влияние на принятие решений, тем самым получив совещательные функции, выступив как конкурент риксрода.
В период правления регентского совета при малолетнем Карле XI (1660-1697) власть вновь сосредоточилась в руках риксрода.
При Карле XI Канцелярия занимает более прочные позиции. Уже в ходе Сконской войны (1675-1679) секретари Канцелярии сделались ближайшими помощниками короля. Карл XI упразднил должность риксканцлера и ввёл пост президента Канцелярии, в ведение которого были переданы вопросы внешней политики. Однако не только Канцелярия имела совещательные функции. Король часто совещался с представителями и других областей государственного управления. Лишь при Карле XII (1697-1718) возросло значение секретарей, когда в 1697 г. король назначил двух статс-секретарей – К.Пипера и Т.Полуса – государственными советниками (étatsråd), т.е. членами риксрода, сохранившими за собой посты в Канцелярии и право делать доклады. В 1713 г. король, находясь в Турции, пошёл ещё дальше. Он издал указ, согласно которому внешние дела, архивы, библиотеки, почтовое сообщение и пр. передавались в ведение коллегиального учреждения, сохранившего за собой название Канцли-коллегии. Обязанности по ведению переписки и составлению докладов были переданы шести экспедициям. Во главе каждой экспедиции стоял омбудсрод (ombudsråd), ревизионную экспедицию возглавлял верховный омбудсман (högste ombudsman). 
Впрочем, все эти изменения произошли не ранее, нежели Карл XII вернулся в 1715 г. в Швецию.

## «Эра свобод»
После смерти Карла в 1718 г. в Швеции была ограничена королевская власть, что привело к изменениям в административном аппарате. Центральное место в нём теперь занял риксрод.
Положение Канцелярии вернулось к ситуации, существовавшей до Карла XII. Отныне к её компетенции относились вопросы внешних сношений, почтовая служба, школы, академии, архивы, библиотеки, а также составление докладов и ведение переписки.
Над ней стоял риксрод, в котором голос имели президент «К.» и его ближайший помощник – советник государственной канцелярии. Делать доклады королю имели право четыре экспедиции: ревизионная, курировавшая вопросы юстиции, и три статс-экспедиции, отвечавшие за внешние сношения, оборону и «гражданские дела». От ревизионной экспедиции доклады королю делал ревизионный секретарь (revisionssekreterare), канцлер же юстиции (justitiekansler) отвечал за общий надзор за делами правосудия. От статс-экспедиций доклады делали статс-секретари.
Следующим по старшинству после президента и советника государственной канцелярии был надворный канцлер (гофканцлер), за ним следовали четыре канцелярских советника, разного рода секретари и т.д.
Благодаря тому значению, которое «К.» получила  в государственном управлении в эру свобод, её президент приобрёл решающий голос в риксроде.

## Густавианский период
После переворота 1772 г. Густав III к трём статс-экспедициям добавляет четвёртую – торгово-финансовую, вслед за которой в 1789 г. возникает ещё одна – духовных дел (обе были упразднены в 1792 г.).
Риксрод продолжал оставаться совещательным органом, однако его влияние было подорвано. Король предпочитал рассматривать дела в своём совете, куда, помимо членов риксрода, по своему усмотрению приглашал и других чиновников. В этом органе статс-секретари получили значительное влияние. При Густаве среди наиболее влиятельных лиц было несколько статс-секретарей и других служащих «К.»: Ю. Лильенкранц, Э. Шрёдерхейм, К.Г.Нордин, К.А.Вахтмейстер. В начале правления Густава большого влияния добился президент «К.» У.Шеффер, чуть меньшего его преемник Г.Ф.Кройц.
Часто лица, занимавшие посты главы «К.», фактически становились министрами, а экспедиции принимали тогда характер министерств. С упразднением в 1789 г. риксрода дорога для закрепления подобного положения была открыта, однако этого не произошло.